# Jonny, haute-couture
Pour plus de détails, voir Fiche technique et Distribution.
Jonny, haute-couture est un film franco-allemand réalisé par Serge de Poligny et sorti en 1935.

## Synopsis
Le jeune Jonny Dupont, fils d'un ancien employé du couturier Rocaille, est chargé de redresser la maison de couture de ce dernier alors qu'elle est condamnée à la faillite. Il se heurte, dans l'accomplissement de cette tâche difficile, à l'hostilité de Liliane, la fille de Rocaille.

## Fiche technique
- Titre : Jonny, haute-couture
- Titre original :  Frischer Wind aus Kanada
- Réalisation : Serge de Poligny
- Supervision de la réalisation : Raoul Ploquin
- Scénario : Henri-André Legrand, d'après la pièce de Hans Müller
- Dialogues : André-Paul Antoine et Georges Neveux
- Décors : Robert Herlth et Walter Röhrig
- Musique : Franz R. Friedl et Serge Véber
- Production : UFA - Alliance cinématographique européenne
- Pays d'origine :  France -  Allemagne
- Genre : Comédie
- Durée : 90 minutes
- Date de sortie : France - 12 avril 1935